# History Maker
«History Maker» es una canción escrita e interpretada por la banda de rock Delirious?. En febrero de 2010, comenzó una campaña en la red social Facebook por parte de los fanes, para que la banda lanzara la canción como el sencillo de despedida en el Reino Unido. En respuesta al creciente apoyo a la campaña, se tomó la decisión de lanzar la canción como el último sencillo de Delirious?. La canción fue lanzada para su descarga el 28 de marzo de 2010. Dos versiones fueron puestas a disposición, la versión original de estudio del álbum King of Fools, y una nueva versión en vivo tomada de su último concierto.
El sencillo entró a mitad de semana en la casilla #6, y alcanzó el puesto número #4 en la lista oficial de sencillos el 4 de marzo de 2010, siendo el quinto sencillo en la historia de la banda, en estar dentro del Top 20 del Reino Unido.

## Lista de canciones
1. "History Maker" (Álbum versión)
2. "History Maker" (Live)

## Posicionamiento
| Listas           | Posición |
| ---------------- | -------- |
| UK Singles Chart | 4        |